# Igreja Católica no Camboja
A Igreja Católica no Camboja é parte da Igreja Católica universal, em comunhão com a liderança espiritual do Papa, em Roma, e da Santa Sé. Aprovada em 1993, a Constituição do país permite a liberdade religiosa e de culto, apesar de a maioria ser população ser adepta do budismo, e este ser a religião do Estado.

## História

### Chegada e colonização

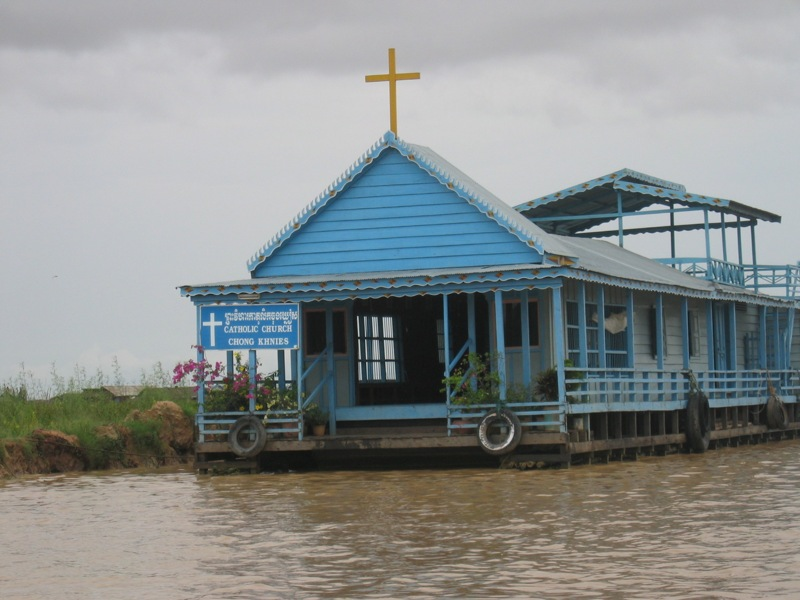
Igreja flutuante de Chong Khneas no Lago Tonle Sap.

O atual território do Camboja foi visitado pela primeira vez pelo padre jesuíta Fernando Mendez Pinto em 1554. No ano seguinte o dominicano Gaspar da Cruz fez a primeira tentativa de evangelização do Camboja. Nesse mesmo período, dominicanos e franciscanos portugueses vieram de Malaca; porém, um deles, Silvestro de Azevedo, foi morto em 1576. Jesuítas e padres de Goa, Índia, também operaram na região. Das Filipinas também vieram dois dominicanos espanhóis, um dos quais, o padre Bastide, foi morto em 1588. Tudo isso foi um reflexo da falta de sucesso desses primeiros esforços evangelizadores. Em 1665, quando Louis Chevreul, um padre da Sociedade para as Missões Estrangeiras de Paris, chegou ao território cambojano, teve um encontro com Paulo d'Acosta em Phnom Penh, local em que ele cuidava de 400 portugueses que haviam sido expulsos de Macáçar pelos holandeses. O bispo Louis Laneau, primeiro vigário apostólico do Sião e administrador geral das missões na Indochina, enviou um missionário ao Camboja em 1680 e mais dois em 1682. Todos os três sofreram muito por causa de intrigas e guerras, e partiram para a Cochinchina ou Sião em 1685. Em 1658, o território foi anexado ao Vicariato Apostólico da Cochinchina.
Por dois séculos, os esforços dos missionários presentes no território se concentraram nos portugueses e vietnamitas. O pioneiro na evangelização dos cambojanos étnicos foi Nicholas Levasseur, que traduziu o catecismo e outros livros católicos para o idioma khmer. Infelizmente, não houve sucessores para dar continuidade a esse trabalho. Em 1842, o Camboja tinha apenas 222 católicos e quatro igrejas. Junto do território do Laos, o Camboja tornou-se o Vicariato do Camboja em 1850, que até então contava com 600 católicos. Em 1865, o vicariato também passou a abranger parte do território do Vietnã, que possuía cerca de 5.000 cristãos. O maior influxo de vietnamitas ao país ocorreu neste mesmo período, de 1861 a 1865.

### Independência
O Camboja se tornou um Estado independente da França em 9 de novembro de 1953. Já em 1957, o primeiro sacerdote etnicamente khmer foi ordenado. Em 1968, duas novas prefeituras apostólicas foram criadas: Battambang e Kompong Cham. Nesse período, Paulo Tep Im Sotha, foi o primeiro khmer étnico a ser nomeado prefeito apostólico de Battambang. Durante a maior parte do século XX, a maioria dos católicos do Camboja eram de origem vietnamita, descendentes dos refugiados das perseguições anticatólicas promovidas pelo governo do Vietnã nas décadas de 1850 e 1860. Em 1970, dos aproximadamente 61.000 católicos no Camboja, cerca de 56.000 eram vietnamitas étnicos, 3.000 eram khmers e 1.500 eram chineses. Para atender esses fiéis havia 65 padres, sendo 45 missionários franceses, 15 vietnamitas étnicos e 5 khmers étnicos.
Em 18 de março de 1970, o general Lon Nol deu um golpe de Estado, estabelecendo uma ditadura militar, e iniciando uma campanha para expulsar todos os vietnamitas étnicos do país. Os católicos de ascendência vietnamita se tornaram alvos de ataques violentos. De maio a agosto de 1970, mais de 40.000 católicos cambojanos de origem vietnamita, leigos e clérigos, foram deportados à força para o Vietnã. De uma só vez, a Igreja Católica cambojana perdeu mais de dois terços de seus fiéis.

### Comunismo

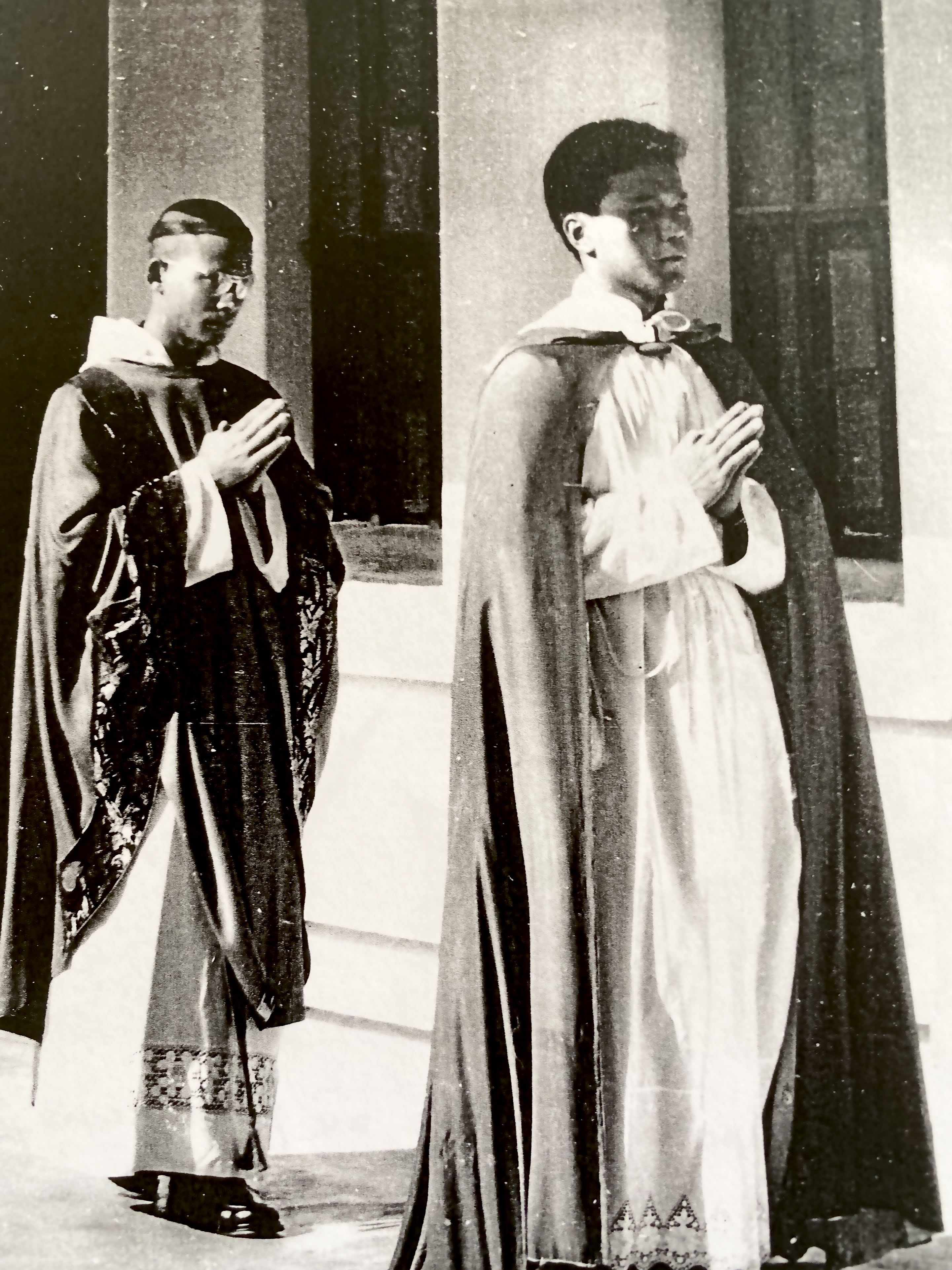
Padre José Chhmar Salas (atrás) servindo como padre assistente na primeira missa de um monge do mosteiro beneditino de Kep.

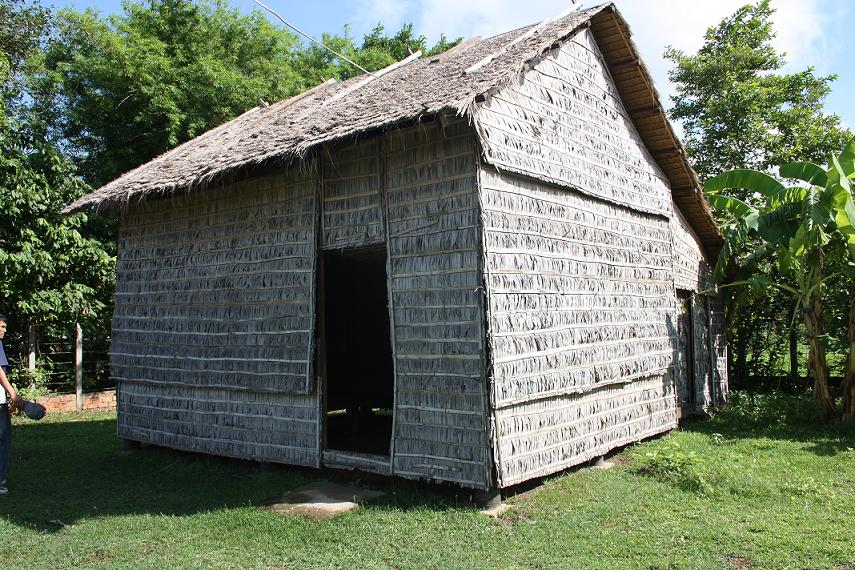
Réplica da cabana que foi usada pelo Monsenhor José Chhmar Salas até 1977, quando ele morreu de exaustão durante o regime do Khmer Vermelho.

A situação piorou ainda mais para os católicos restantes no Camboja após o colapso dos militares e ascensão ao poder do Khmer Vermelho comunista sob a liderança de Pol Pot. No período de seu governo — de 1975 a 1979 — a estrutura católica cambojana desapareceu totalmente. Em 14 de abril de 1975, Dom José Chhmar Salas recebe sua ordenação episcopal, sendo o primeiro khmer étnico a se tornar bispo, logo após o monsenhor Yves Ramousse antever a iminente expulsão dos missionários estrangeiros e procurar fornecer uma liderança local à Igreja Católica cambojana. Dezesseis dias depois, os estrangeiros, incluindo Dom Ramousse e outros missionários, foram expulsos; outros, como Dom Tep Im e de padre Jean Badré, foram assassinados. A catedral de Phnom Penh e diversas outras igrejas foram demolidas e o bispo recém-ordenado foi preso e deportado para Taing Kauk, onde morreu debilitado por doença e fome em 1976.
De modo geral, o Khmer Vermelho aboliu as religiões, propriedade privada, dinheiro e comércio. A Igreja Católica cambojana sofreu muito com o reinado de terror do Khmer Vermelho. Além do confisco de todos os seus bens da Igreja, da destruição em massa de suas igrejas, escolas e hospitais e da expulsão de todos os missionários estrangeiros, todos os clérigos e religiosos étnicos que permaneceram foram presos, torturados e executados, como foi o caso dos monges beneditinos da província de Keb e do monsenhor Tep Im Sotha ou enviados para trabalhos forçados em campos de concentração, onde mais tarde morreram de doenças e de fome. Dentre a população em geral, acredita-se que entre dois e quatro milhões de cambojanos (mais de 25% da população) pereceram por tortura, execução, trabalho forçado ou fome.
Forças vietnamitas invadiram o Camboja em 7 de janeiro de 1979, e derrubaram o regime do Khmer Vermelho. A situação da Igreja, entretanto, permaneceu desesperadora para a Igreja Católica mesmo assim, sob o regime de Heng Samrin, apoiado pelo Vietnã entre 1979 e 1990, que continuou a suprimir todas as formas de práticas religiosas e proibiu todos os esforços para reconstruir a Igreja. Durante esses anos de horror, os pequenos grupos de católicos cambojanos que sobreviveram, tiveram de se apegar firmemente à sua fé, e reunir-se secretamente para reuniões de oração. No exílio, o vigário apostólico de Phnom Penh, Monsenhor Ramousse pôde retornar ao Camboja em maio de 1989, seguido por Émile Destombes, em 14 de abril de 1990, que celebrou a primeira missa da vigília pascal em público desde 1975, reunindo cerca de 1500 cristãos reuniram-se em um teatro para poderem celebrar a Páscoa. Naquele ano, restavam apenas cerca de 2000 católicos sobreviventes do regime. Em 1983, foi criado em Roma um escritório para a promoção do apostolado entre os cambojanos, tendo sido nomeado Dom Yves Ramousse como seu primeiro responsável.
| “ | Temos comunidades jovens, formadas por pessoas que aceitaram recentemente a fé cristã. Basta dizer que todos os anos celebramos batismos de jovens e adultos: na Páscoa passada, no Vicariato Apostólico de Phnom Penh, receberam o Batismo, juntamente com os outros sacramentos da iniciação cristã, 185 jovens. | ” |
|   | — Paul Chatsirey Roeung, sacerdote cambojano. |   |

### Redemocratização
Em 7 de abril de 1990, o comitê central do Partido Revolucionário emitiu uma declaração que autorizou "um local de culto para a religião cristã". Com isso, a Igreja Católica cambojana recebeu permissão para celebrar missas em espaços públicos e reconstruir suas igrejas. Os missionários estrangeiros e representantes de comunidades religiosas também foram autorizados a retornar e restabelecer sua presença no território cambojano. Em 1992, o monsenhor Ramousse retomou oficialmente suas responsabilidades como vigário apostólico de Phnom Penh; nesse mesmo ano, um seminário maior foi aberto no país. A nova Constituição, promulgada em 1993, garantiu liberdade religiosa a todos. Em 1994, o Camboja restabeleceu relações diplomáticas com a Santa Sé. O ano de 1995 foi um novo marco para a Igreja Católica cambojana, com a reabertura do seminário em Battambang, a ordenação do padre Seila Tunlop, a primeira de um padre cambojano em 23 anos e a primeira reunião em 20 anos da Conferência Episcopal do Laos e do Camboja. Por fim, em 1997, o governo cambojano concedeu formalmente status oficial à Igreja Católica. Nesse mesmo ano, foram concluídos os esforços para produzir uma tradução ecumênica da Bíblia em língua khmer. Os laços ecumênicos das igrejas cristãs são muito respeitosos no Camboja.

## Atualmente

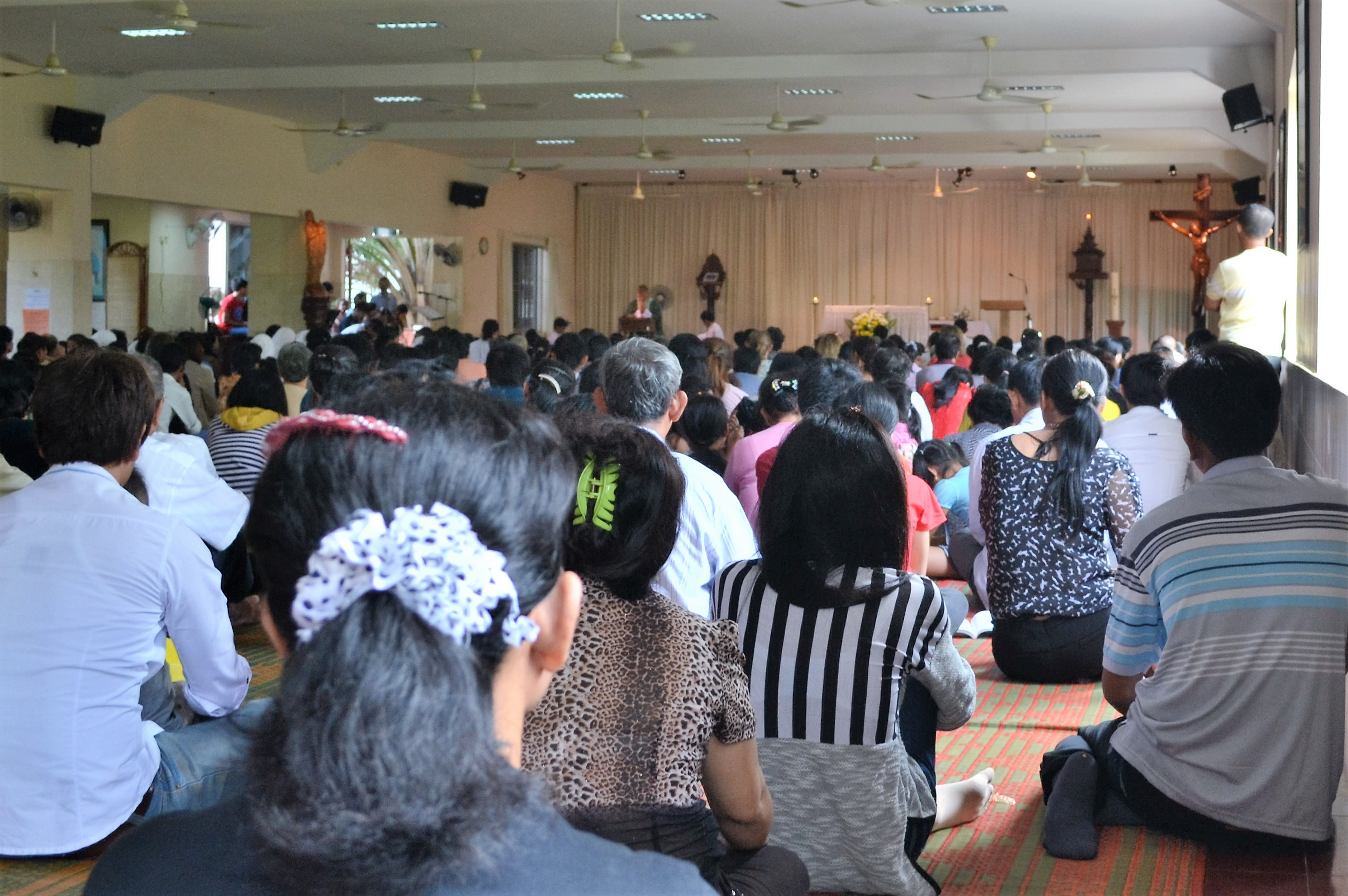
Interior da igreja de São José, em Phnom Penh.

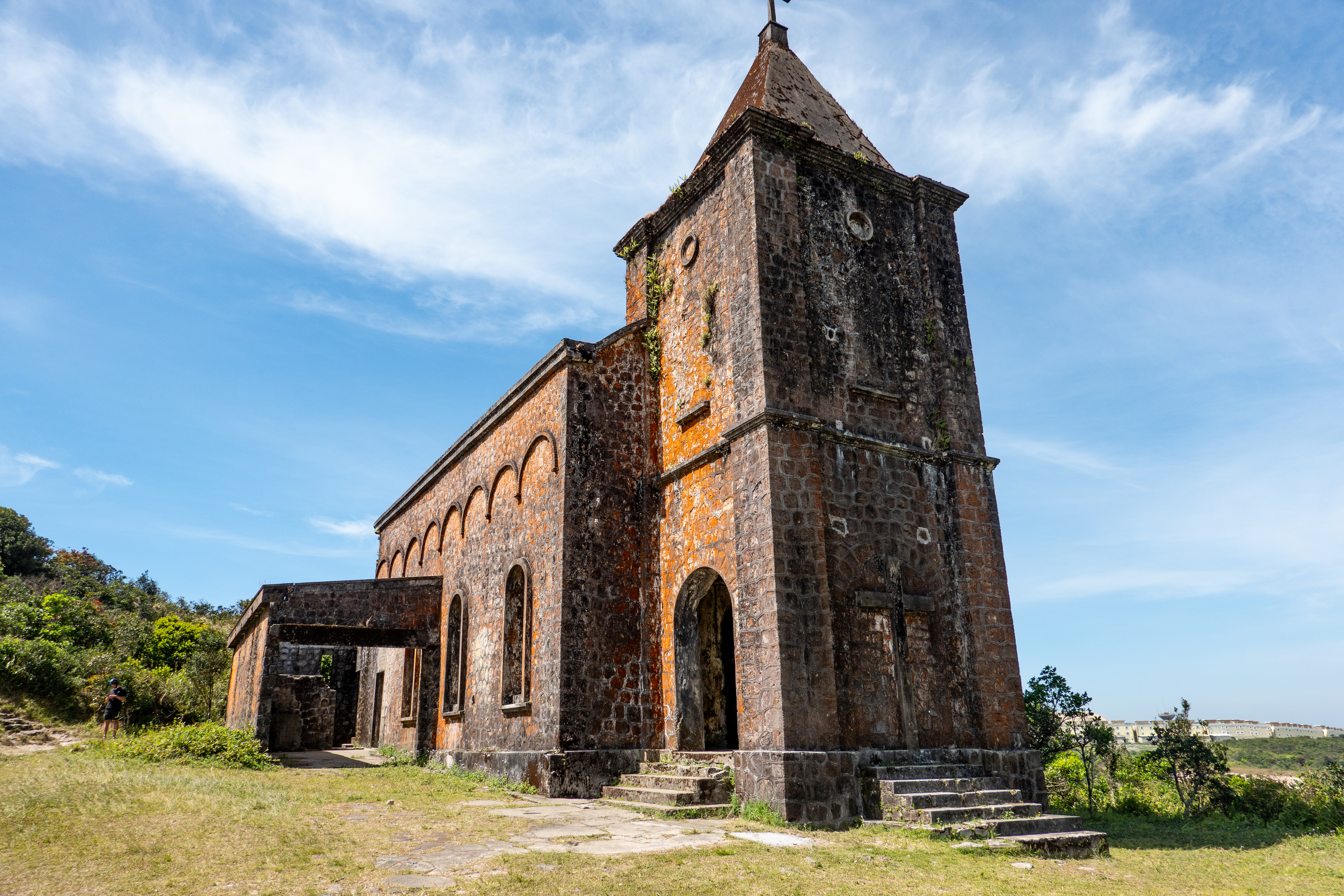
Igreja de Bokor

Os grupos não budistas não podem fazer proselitismo em público. O ensino religioso não budista é vetado nas escolas públicas, mas é permitido nas escolas privadas, e os estudantes que não são budistas podem optar por não participar das aulas de religião budista. Bíblias e outras literaturas cristãs podem ser distribuídas nos locais de culto. A aproximação do governo cambojano com a China tem sido vista com preocupação, pelo risco de haver aumento das violações aos direitos humanos.
Em 2001, mais quatro sacerdotes são ordenados. Em julho de 2007, o governo cambojano endureceu regras relativas à evangelização e proselitismo: essas atividades ficaram proibidas de serem feitas em público, e devem ser restritas apenas aos locais de culto. A medida do governo se refere especialmente a atividade missionária porta-a-porta, panfletos informativos, uso de dinheiro para estes fins e outras atividades que visem a conversão dos budistas ao catolicismo. O Ministério de Cultos e Religiões afirmou que essa proibição deve-se a práticas de alguns missionários cristãos, que "buscam conversões oferecendo comida, dinheiro, roupa e até aulas de inglês gratuitas".
Em 2015, cristãos vietnamitas fugidos da perseguição em suas províncias, especialmente Gia Lai e Kon Tum, foram para o Camboja, nas regiões montanhosas, onde alguns conseguiram asilo. Entretanto, muitos deles não conseguiram asilo em território cambojano e tiveram de retornar ao Vietnã, mesmo o governo não dando garantias de que conseguiria manter sua integridade física.
Em setembro de 2023, havia 14 sacerdotes etnicamente cambojanos. A própria Igreja Católica do Camboja se caracteriza como "profundamente ligada à experiência dos mártires", afirmou o padre Paul Chatsirey Roeung, postulador da causa de beatificação do bispo José Chmar Salas, martirizado pelo governo do Khmer Vermelho. O seminário onde os são formados os candidatos ao sacerdócio é o mesmo onde o bispo martirizado esteve. Junto dele outros 34 companheiros foram mortos pelos comunistas, e todos estão com o processo de reconhecimento de martírio em tramitação. A investigação, entretanto, é difícil, porque o Khmer Vermelho destruiu os documentos que teriam utilidade para essa causa. Os documentos que foram preseravdos encontram-se em arquivados fora do Camboja. Outro grande problema que a Igreja Católica cambojana enfrenta é a linguística: 90% dos agentes de pastorais são estrangeiros e, no geral, não há capacidade para traduzir os textos para o khmer, já que a maioria dos leigos não domina outros idiomas.
[[Imagem:Cambodian Catholic Church.JPG|thumb|200px|right|Igreja católica de madeira em Siem Reap, Camboja
Em 30 de abril de 2022, líderes budistas prestaram uma homenagem ao bispo francês, Olivier Michel Marie Schmitthaeusler, vigário apostólico de Phnom Penh, chamando-o de "amigo dos budistas". No dia 4 de junho desse mesmo ano, ocorreu em Kampot a consagração de uma nova paróquia no país, dedicada a Santo Agostinho. A capacidade da igreja é pequena — cerca de 150 pessoas — mas demonstra o início de uma mudança demográfica da região, já que há cerca de 200 crianças frequentando as missas, e a grande maioria delas vêm de famílias não cristãs. Em 4 de julho, vigília de Pentecostes, também foi inaugurada uma casa de caridade no distrito de Chum Kiri, onde há também outra igreja católica em construção. A casa atende crianças com deficiências físicas e intelectuais. Em 29 de junho, a Igreja Católica cambojana celebrou a ordenação de Bun Hong Prak, primero membro da minoria étnica pnong a se tornar um padre. A missa de ordenação ocorreu na igreja de São João Batista, em Busra, na província de Mondul Kiri; a paróquia possui cerca de 300 católicos, sendo a maioria agricultores. A Agência Fides apurou que a comunidade de Busra foi formada por cerca de 15 famílias da etnia pnong que escolheram renunciar ao animismo para se converter ao catolicismo, após fugirem da perseguição promovida pelo Khmer Vermelho no Camboja e fugirem para o Vietnã. Dez dessas família voltaram a seu país depois de anos, e as outras cinco se estabeleceram em Dak Dam. Em 1996, um missionário francês descobriu a comunidade católica, e, vendo a necessidade de serem visitados e de participar das missas dominicais. Quase 30 anos depois, a paróquia celebra seu primeiro padre.
| “ | Quero compartilhar a Boa Nova com as pessoas ao meu redor, para tornar mais conhecido o amor de Jesus e de Deus por cada criatura. | ” |
|   | — Bun Hong Prak sobre sua ordenação presbiteral..                                                                                  |   |

Em 23 de setembro de 2023, a Igreja cambojana recebeu quatro novos sacerdotes nascidos no país, John Baptist Samnang Vy, Anthony Ratanak Thai Bunly e Paul Kan Ven. A missa de ordenação foi celebrada contando com músicas e trajes tradicionais, e com a presença de centenas de fiéis provenientes de todo o país. No mês anterior, o Camboja também viu seu primeiro sacerdote jesuíta ser ordenado, Damo Martin Chour.
| “ | Minha vida hoje é servir a Cristo e servi-lo na comunidade, nos pobres e sofredores. | ” |
|   | — Anthony Ratanak Thai Bunly, padre católico cambojano ordenado em 2023.             |   |

## Organização territorial
O catolicismo está presente no país com três circunscrições eclesiásticas, sendo um vicariato apostólico e duas prefeituras apostólicas, todas de rito romano, e todas imediatamente sujeitas à Santa Sé.
| Circunscrições eclesiásticas católicas do Camboja | Circunscrições eclesiásticas católicas do Camboja | Circunscrições eclesiásticas católicas do Camboja | Circunscrições eclesiásticas católicas do Camboja | Circunscrições eclesiásticas católicas do Camboja |
| Circunscrição                                     | Ano de ereção                                     | Catedral                                          | Mapa                                              | Ref.                                              |
| ------------------------------------------------- | ------------------------------------------------- | ------------------------------------------------- | ------------------------------------------------- | ------------------------------------------------- |
| Vicariato Apostólico de Phnom Penh                | 1850                                              | Pró-catedral de São José                          |                                                   | [ 17 ]                                            |
| Prefeitura Apostólica de Battambang               | 1968                                              | Pró-catedral da Imaculada Conceição               |                                                   | [ 18 ]                                            |
| Prefeitura Apostólica de Kompong Cham             | 1968                                              | Pró-catedral de Kampong Cham                      |                                                   | [ 19 ]                                            |

## Conferência Episcopal
A reunião dos vigários e prefeitos apostólicos do Laos e do Camboja forma a Conferência Episcopal do Laos e do Camboja, e foi criada em 1964.

## Nunciatura Apostólica
A Nunciatura Apostólica do Camboja foi criada em 16 de julho de 1994, e sua sede fica localizada em Bangkok, capital da Tailândia.